# Dwergmiereneters
Dwergmiereneters (Cyclopes) zijn een geslacht van miereneters dat voorkomt in Midden- en Zuid-Amerika. De wetenschappelijke naam van het geslacht werd in 1821 gepubliceerd door John Edward Gray. Het geslacht werd vroeger tot de Myrmecophagidae gerekend, maar wordt tegenwoordig tot de familie Cyclopedidae gerekend, waarin het het enige nog levende geslacht is. De familie omvat ook het fossiele geslacht Palaeomyrmidon met één soort.

## Taxonomie
Lange tijd werd er slechts één soort in dit geslacht gerekend, namelijk de gewone dwergmiereneter (Cyclopes didactylus). Uit onderzoek uit 2017 bleek echter dat de diversiteit van de dwergmiereneters zwaar was onderschat en dat er zeven verschillende soorten bestaan.
Er worden 7 soorten in dit geslacht geplaatst:
- Cyclopes catellus Thomas, 1928
- Cyclopes didactylus (Linnaeus, 1758) – Gewone dwergmiereneter
- Cyclopes dorsalis (Gray, 1865)
- Cyclopes ida Thomas, 1900
- Cyclopes rufus Miranda et al., 2017
- Cyclopes thomasi Miranda et al., 2017
- Cyclopes xinguensis Miranda et al., 2017